# Vicente Fox
Vicente Fox Quesada (født 2. juli 1942) var Mexicos præsident i perioden 2000 til 2006. Valget der gjorde ham til præsident var historisk vigtigt fordi han blev den første præsident valgt fra et oppositionsparti siden Francisco I. Madero i 1910, og han brød dermed næsten et århundredes politisk dødvande for den mexicanske opposition.
Før sin sejr i valget var Fox leder af Coca-Cola i Latinamerika.